# Diodaulus linariae
Diodaulus linariae är en tvåvingeart som först beskrevs av Johannes Winnertz 1853.  Diodaulus linariae ingår i släktet Diodaulus och familjen gallmyggor. Inga underarter finns listade i Catalogue of Life.